# جون هنتر هيرندون
جون هنتر هيرندون (بالإنجليزية: John Hunter Herndon)‏ هو محامي أمريكي، ولد في 8 يوليو 1813 في جورجتاون في الولايات المتحدة، وتوفي في 1878.